# Eselshalden
Eselshalden ist ein Weiler der Kleinstadt Welzheim im Rems-Murr-Kreis in Baden-Württemberg mit etwa 120–150 Einwohnern.

## Geographie
Eselshalden steht in Luftlinie weniger als 4 km südwestlich der Stadtmitte von Welzheim innerhalb einer weiten Steigenschlinge der von dort über Haubersbronn nach Schorndorf im Remstal hinabführenden L 1150. Der Ort in prominenter Lage im Welzheimer Wald sowie im Naturpark Schwäbisch-Fränkischer Wald mit weitem Ausblick über die südlich zum Remstaleinschnitt abfallenden Berge liegt nahe den Quellgebieten des Tannbachs im Westen, des Burgsteigklingenbachs im Norden, des Edenbachs nahe im Nordosten, die alle linke Zuflüsse der Wieslauf sind, sowie des Bärenbachs nahe im Südosten und des Urbachs nahe im Südwesten, die etwas vor der Wieslauf in die Rems münden. Eselshalden grenzt im Nordosten an den Höhenrücken im Unterjura, der sich zwischen Leintal im Norden und Remstal im Süden weit von Ost nach West zieht, es steht selbst auf den regional in der geologische Schichtenfolge darunter folgenden obersten Mittelkeuper-Schichten des Knollenmergels (Trossingen-Formation) und des Stubensandsteins (Löwenstein-Formation).

## Beschreibung
Der Ort wurde 1722 gegründet. Eselshalden umfasst heute einen Gebäudebestand von etwa drei Dutzend Hausnummern, dazu kommen einige Nebengebäude, und es hat etwa 120–150 Einwohner. Es gibt einen Dorfbrunnen, ein Gasthaus und einen Holzbau.